# Ruský Hrabovec
Ruský Hrabovec é um município da Eslováquia, situado no distrito de Sobrance, na região de Košice. Tem 16,82 km² de área e sua população em 2018 foi estimada em 303 habitantes.

## Demografia
| Ano:        | 1994 | 2004   | 2014    | 2024    |
| ----------- | ---- | ------ | ------- | ------- |
| Broj ljudi: | 373  | 362    | 318     | 277     |
| Razlika:    |      | -2,94% | -12,15% | -12,89% |

| Ano:               | 2023 | 2024   |
| ------------------ | ---- | ------ |
| Número de pessoas: | 284  | 277    |
| Diferença:         |      | -2,46% |